# Taubenkobel (Alling)

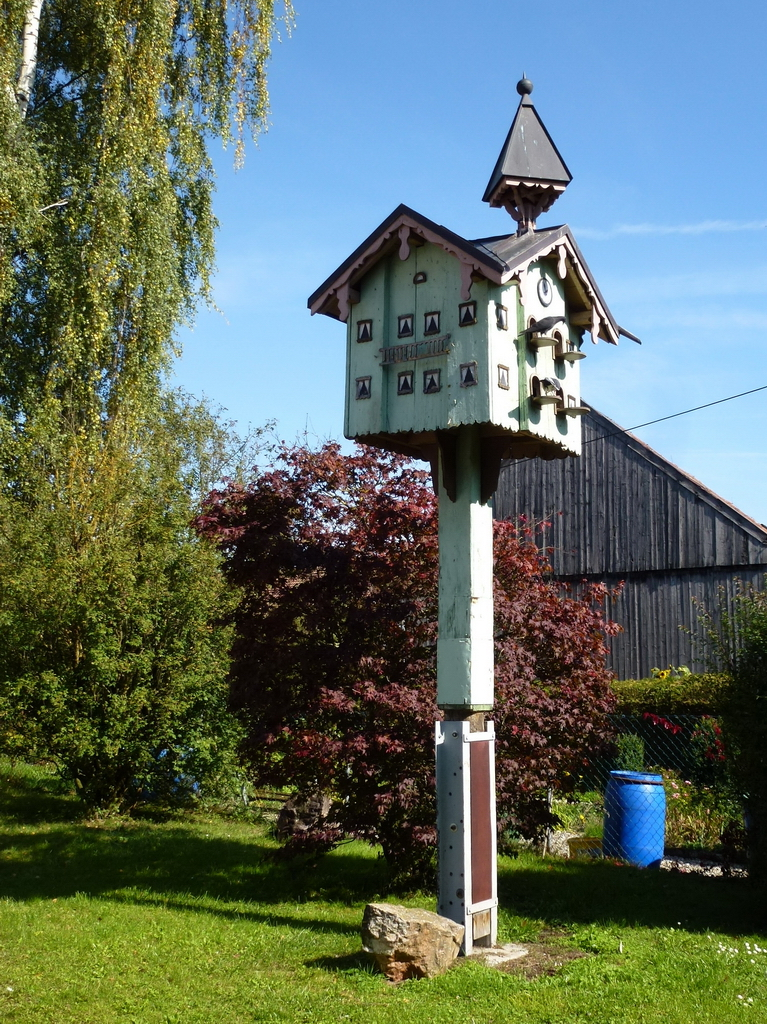
Taubenkobel in Alling

Der Taubenkobel in Alling, einer Gemeinde im Südosten des oberbayerischen Landkreises Fürstenfeldbruck, wurde um 1910 errichtet. Das Taubenhaus mit der Adresse Am Weinberg 5 ist ein geschütztes Baudenkmal.
Das zur Obermühle gehörige Taubenhaus hat das Aussehen eines Holzhauses.  Es steht auf einem circa drei Meter hohen Pfeiler. Auf dem Dach erhebt sich ein Türmchen mit Turmkugel.